# Jarosław Tomaszewski
Jarosław Tomaszewski (ur. 15 września 1975 w Mławie) – polski kapłan katolicki, wykładowca seminaryjny, publicysta i działacz misyjny, doktor nauk teologicznych.

## Życiorys
Od 2002 był kapłanem katolickim diecezji płockiej. Doktoryzował się z teologii życia duchowego na podstawie pracy pod tytułem Droga zjednoczenia z Chrystusem w życiu i pismach Johna Henry'ego Newmana. Od 2014 do 2021 był proboszczem i administratorem czterech placówek misyjnych na terenie diecezji Lavalleja w Urugwaju. Był też wykładowcą na Papieskim Wydziale Teologicznym w Montevideo. Pełnił funkcję ojca duchowego seminarzystów w międzydiecezjalnym wyższym seminarium duchownym Cristo Rey w Montevideo. 2 września 2022 został polskim sekretarzem krajowym Papieskiego Dzieła Rozkrzewiania Wiary i Papieskiego Dzieła św. Piotra Apostoła.